# 1 гривня (монета)
1 гривня — серія українських монет масового випуску, які випускаються Національним банком України (НБУ) та використовуються у повсякденному грошовому обігу. Одногривневі монети перебувають в обігу паралельно з банкнотами зазначеного номіналу всіх випусків України з 1997 року. Між 1992—2018 роками монета карбувалася з алюмінієвої бронзи, а з 2018 року — зі сталі з гальванічним покриттям. Крім цього, з 2004 року НБУ розпочав практику випуску ювілейних, а з 2011 року — інвестиційних, одногривневих монет.

## Історія
Перші одногривневі монети були введені НБУ в обіг після грошової реформи 1996 року, в ході якої національною валютою України замість купоно-карбованців — стала гривня, сотою часткою якої стала копійка. Хоча першу одногривневу монету викарбували 1992 року, в обіг її ввели лише 12 березня 1997 року. Між 1992—2018 роками 1 гривня карбувалася з алюмінієвої бронзи. Крім цього, з 2004 року НБУ розпочав практику випуску ювілейних, а з 2011 року — інвестиційних, одногривневих монет.
З 2018 року бронзові одногривневі монети та банкноти відповідного номіналу замінюються в обігу монетами зазначеного номіналу, які карбуються зі сталі з гальванічним покриттям. З 1 жовтня 2020 року одногривневі монети з алюмінієвої бронзи, виготовлені до 2018 року, вилучаються банками та передаються до НБУ (для утилізації). До повного вилучення вони залишаються дійсним платіжним засобом.
Одногривневі монети за всю історію випускалися на двох монетних дворах. Спочатку, між 1992—1996 роками вони випускалися на Луганському верстатобудівному заводі. З 1997 року устаткування для карбування одногривневих монет перевезли з Луганська до Києва для облаштування монетної справи у столиці України (Банкнотно-монетний двір НБУ). На сьогодні карбуванням одногривневих монет займається лише Банкнотно-монетний двір НБУ, де вони випускаються з 2001 року.

## Монети попередніх звичайних випусків
1992 року була випущена пробна монета в 1 гривню. Монету карбували для налаштування обладнання. 1 гривня 1992 року не потрапила в обіг тому, що була «не повністю виготовленою». Перші гривні 1992 року мали повністю гладкий гурт без напису. Плашки для нанесення напису виготовили лише 1993 року. На замовлення НБУ Луганський верстатобудіний завод викарбував лише 150 екземплярів «повністю виготовлених» монет з написом на гурті «ОДНА ГРИВНЯ •••1992•••» (така конфігурація гурту стала використовуватися в майбутньому постійно). Надалі, плашки для нанесення гуртового напису були недовговічними, тому виготовлялися нові, але вже з датами «1994» і «1995». Але через те, що не було інших пуансонів, монету карбували з датою «1992» на лицьовій стороні, а на гурт наносили дату «1994» або «1995». Тиражі таких монет — невідомі. Основна маса одногривневих монет, які карбувалися у 1990-х роках — мала дати «1995» і «1996». З 2004 року карбувалися монети в 1 гривню з Володимиром Великим (960/963 — 1015) — великим князем київським (979—1015), князем новгородським (970—988), хрестителем Русі. На гурті всіх монет масового випуску розміщено вдавлені написи «ОДНА ГРИВНЯ» та рік карбування, відокремлені один від одного вдавленими крапками. Існують рідкісні різновиди монет, де гурт без напису. 2018 року карбування одногривневих монет зразка 1992 і 2004 років було припинене, а з 1 жовтня 2020 року вони поступово вилучаються з обігу. 

### Монета зразка 1992 року

#### Випуски 1992—1996 років
Одногривневі монети, що випускалися між 1992—1996 роками мали більш пласкі та «товсті» контури малюнку. Розробником дизайну став Василь Лопата.
| Гривня стандартного типу 1995—1996 років випуску | Гривня стандартного типу 1995—1996 років випуску | Гривня стандартного типу 1995—1996 років випуску | Гривня стандартного типу 1995—1996 років випуску | Гривня стандартного типу 1995—1996 років випуску | Гривня стандартного типу 1995—1996 років випуску | Гривня стандартного типу 1995—1996 років випуску | Гривня стандартного типу 1995—1996 років випуску | Гривня стандартного типу 1995—1996 років випуску | Гривня стандартного типу 1995—1996 років випуску | Гривня стандартного типу 1995—1996 років випуску | Гривня стандартного типу 1995—1996 років випуску | Гривня стандартного типу 1995—1996 років випуску |
| Зображення                                       | Зображення                                       | Параметри                                        | Параметри                                        | Параметри                                        | Параметри                                        | Опис                                             | Опис                                             | Опис                                             | Дата                                             | Дата                                             | Дата                                             |                                                  |
| Реверс                                           | Аверс                                            | Діаметр (мм)                                     | Товщина (мм)                                     | Маса (г)                                         | Матеріал                                         | Гурт                                             | Аверс                                            | Реверс                                           | Перше карбування                                 | Введення                                         | Початок вилучення                                |                                                  |
| ------------------------------------------------ | ------------------------------------------------ | ------------------------------------------------ | ------------------------------------------------ | ------------------------------------------------ | ------------------------------------------------ | ------------------------------------------------ | ------------------------------------------------ | ------------------------------------------------ | ------------------------------------------------ | ------------------------------------------------ | ------------------------------------------------ | ------------------------------------------------ |
|                                                  |                                                  | 26                                               | 1,85                                             | 7,1                                              | Алюмінієва бронза                                | Напис: «ОДНА ГРИВНЯ»                             | Герб України, рослинний орнамент, рік карбування | Номінал, рослинний орнамент                      | 1995                                             | 12 березня 1997                                  | 1 жовтня 2020                                    |                                                  |

#### Випуски 2001—2018 років
2001 року дизайн одногривневих монет зразка 1992 року зазнав змін. Контури малюнку на них були більш тонкими, а герб України став більш вузьким. Також на аверсі, нижче правого пшеничного колоска, з'явився логотип Монетного двору. Масово монети карбувалися лише між 2001—2003 роками. Надалі вони випускалися обмеженими тиражами для колекційних наборів у 2013 і 2018 роках.
| Гривня стандартного типу 2001—2018 років випуску | Гривня стандартного типу 2001—2018 років випуску | Гривня стандартного типу 2001—2018 років випуску | Гривня стандартного типу 2001—2018 років випуску | Гривня стандартного типу 2001—2018 років випуску | Гривня стандартного типу 2001—2018 років випуску | Гривня стандартного типу 2001—2018 років випуску | Гривня стандартного типу 2001—2018 років випуску | Гривня стандартного типу 2001—2018 років випуску | Гривня стандартного типу 2001—2018 років випуску | Гривня стандартного типу 2001—2018 років випуску | Гривня стандартного типу 2001—2018 років випуску | Гривня стандартного типу 2001—2018 років випуску |
| Зображення                                       | Зображення                                       | Параметри                                        | Параметри                                        | Параметри                                        | Параметри                                        | Опис                                             | Опис                                             | Опис                                             | Дата                                             | Дата                                             | Дата                                             |                                                  |
| Реверс                                           | Аверс                                            | Діаметр (мм)                                     | Товщина (мм)                                     | Маса (г)                                         | Матеріал                                         | Гурт                                             | Аверс                                            | Реверс                                           | Перше карбування                                 | Введення                                         | Початок вилучення                                |                                                  |
| ------------------------------------------------ | ------------------------------------------------ | ------------------------------------------------ | ------------------------------------------------ | ------------------------------------------------ | ------------------------------------------------ | ------------------------------------------------ | ------------------------------------------------ | ------------------------------------------------ | ------------------------------------------------ | ------------------------------------------------ | ------------------------------------------------ | ------------------------------------------------ |
|                                                  |                                                  | 26                                               | 1,85                                             | 6,8                                              | Алюмінієва бронза                                | Напис: «ОДНА ГРИВНЯ»                             | Герб України, рослинний орнамент, рік карбування | Номінал, рослинний орнамент                      | 2001                                             | 2001                                             | 1 жовтня 2020                                    |                                                  |

### Монета зразка 2004 року
Одногривневі монети з Володимиром Великим масово карбувалися між 2004—2014 рокам. Після 2014-го і до 2018 року — вони карбувалися лише для колекційних наборів. Розробником дизайну став Володимир Дем'яненко.
| Гривня стандартного типу з Володимиром Великим 2004—2018 років випуску | Гривня стандартного типу з Володимиром Великим 2004—2018 років випуску | Гривня стандартного типу з Володимиром Великим 2004—2018 років випуску | Гривня стандартного типу з Володимиром Великим 2004—2018 років випуску | Гривня стандартного типу з Володимиром Великим 2004—2018 років випуску | Гривня стандартного типу з Володимиром Великим 2004—2018 років випуску | Гривня стандартного типу з Володимиром Великим 2004—2018 років випуску | Гривня стандартного типу з Володимиром Великим 2004—2018 років випуску | Гривня стандартного типу з Володимиром Великим 2004—2018 років випуску | Гривня стандартного типу з Володимиром Великим 2004—2018 років випуску | Гривня стандартного типу з Володимиром Великим 2004—2018 років випуску | Гривня стандартного типу з Володимиром Великим 2004—2018 років випуску | Гривня стандартного типу з Володимиром Великим 2004—2018 років випуску |
| Зображення                                                             | Зображення                                                             | Параметри                                                              | Параметри                                                              | Параметри                                                              | Параметри                                                              | Опис                                                                   | Опис                                                                   | Опис                                                                   | Дата                                                                   | Дата                                                                   | Дата                                                                   |                                                                        |
| Реверс                                                                 | Аверс                                                                  | Діаметр (мм)                                                           | Товщина (мм)                                                           | Маса (г)                                                               | Матеріал                                                               | Гурт                                                                   | Аверс                                                                  | Реверс                                                                 | Перше карбування                                                       | Введення                                                               | Початок вилучення                                                      |                                                                        |
| ---------------------------------------------------------------------- | ---------------------------------------------------------------------- | ---------------------------------------------------------------------- | ---------------------------------------------------------------------- | ---------------------------------------------------------------------- | ---------------------------------------------------------------------- | ---------------------------------------------------------------------- | ---------------------------------------------------------------------- | ---------------------------------------------------------------------- | ---------------------------------------------------------------------- | ---------------------------------------------------------------------- | ---------------------------------------------------------------------- | ---------------------------------------------------------------------- |
|                                                                        |                                                                        | 26                                                                     | 1,85                                                                   | 6,8                                                                    | Алюмінієва бронза                                                      | Напис: «ОДНА ГРИВНЯ»                                                   | Герб України, декоративний орнамент, рік карбування                    | Володимир Великий                                                      | 2004                                                                   | 25 жовтня 2004                                                         | 1 жовтня 2020                                                          |                                                                        |

## Ювілейні та пам'ятні монети

### Бронзові монети
Між 2004—2016 роками карбувалися одногривневі ювілейні та пам'ятні монети, які мали аналогічні параметри з одногривневими монетами звичайного випуску, зразка 1992 і 2004 років.

#### Випуск 2004 року
2004 року вийшла обігова ювілейна монета «60 років визволення України від фашистських загарбників» присвячена 60-й річниці визволення України від нацистських загарбників, учасникам бойових дій 1941—1945 років, ветеранам трудового фронту й пам'яті полеглих у боротьбі з нацизмом. Тираж монети склав 5 000 000 штук. Розробниками дизайну стали: Роман Чайковський і Володимир Дем'яненко.
| Ювілейна гривня «60 років визволення України від фашистських загарбників» | Ювілейна гривня «60 років визволення України від фашистських загарбників» | Ювілейна гривня «60 років визволення України від фашистських загарбників» | Ювілейна гривня «60 років визволення України від фашистських загарбників» | Ювілейна гривня «60 років визволення України від фашистських загарбників» | Ювілейна гривня «60 років визволення України від фашистських загарбників» | Ювілейна гривня «60 років визволення України від фашистських загарбників» | Ювілейна гривня «60 років визволення України від фашистських загарбників» | Ювілейна гривня «60 років визволення України від фашистських загарбників» | Ювілейна гривня «60 років визволення України від фашистських загарбників» | Ювілейна гривня «60 років визволення України від фашистських загарбників» | Ювілейна гривня «60 років визволення України від фашистських загарбників» | Ювілейна гривня «60 років визволення України від фашистських загарбників» |
| Зображення                                                                | Зображення                                                                | Параметри                                                                 | Параметри                                                                 | Параметри                                                                 | Параметри                                                                 | Опис                                                                      | Опис                                                                      | Опис                                                                      | Дата                                                                      | Дата                                                                      | Дата                                                                      |                                                                           |
| Реверс                                                                    | Аверс                                                                     | Діаметр (мм)                                                              | Товщина (мм)                                                              | Маса (г)                                                                  | Матеріал                                                                  | Гурт                                                                      | Аверс                                                                     | Реверс                                                                    | Перше карбування                                                          | Введення                                                                  | Початок вилучення                                                         |                                                                           |
| ------------------------------------------------------------------------- | ------------------------------------------------------------------------- | ------------------------------------------------------------------------- | ------------------------------------------------------------------------- | ------------------------------------------------------------------------- | ------------------------------------------------------------------------- | ------------------------------------------------------------------------- | ------------------------------------------------------------------------- | ------------------------------------------------------------------------- | ------------------------------------------------------------------------- | ------------------------------------------------------------------------- | ------------------------------------------------------------------------- | ------------------------------------------------------------------------- |
|                                                                           |                                                                           | 26                                                                        | 1,85                                                                      | 6,8                                                                       | Алюмінієва бронза                                                         | Напис: «ОДНА ГРИВНЯ»                                                      | Герб України, декоративний орнамент, номінал                              | Лацкан піджака ветерана Німецько-радянської війни з нагородами            | 2004                                                                      | 25 жовтня 2004                                                            | 1 жовтня 2020                                                             |                                                                           |

#### Випуск 2005 року
2005 року вийшла обігова ювілейна монета «60 років Перемоги у Великій Вітчизняній війні 1941—1945 років» присвячена 60-й річниці Перемоги у Німецько-радянській війні 1941—1945 років. Тираж монети склав 5 000 000 штук. Розробниками дизайну стали: Роман Чайковський і Володимир Дем'яненко.
| Ювілейна гривня «60 років Перемоги у Великій Вітчизняній війні 1941—1945 років» | Ювілейна гривня «60 років Перемоги у Великій Вітчизняній війні 1941—1945 років» | Ювілейна гривня «60 років Перемоги у Великій Вітчизняній війні 1941—1945 років» | Ювілейна гривня «60 років Перемоги у Великій Вітчизняній війні 1941—1945 років» | Ювілейна гривня «60 років Перемоги у Великій Вітчизняній війні 1941—1945 років» | Ювілейна гривня «60 років Перемоги у Великій Вітчизняній війні 1941—1945 років» | Ювілейна гривня «60 років Перемоги у Великій Вітчизняній війні 1941—1945 років» | Ювілейна гривня «60 років Перемоги у Великій Вітчизняній війні 1941—1945 років» | Ювілейна гривня «60 років Перемоги у Великій Вітчизняній війні 1941—1945 років» | Ювілейна гривня «60 років Перемоги у Великій Вітчизняній війні 1941—1945 років» | Ювілейна гривня «60 років Перемоги у Великій Вітчизняній війні 1941—1945 років» | Ювілейна гривня «60 років Перемоги у Великій Вітчизняній війні 1941—1945 років» | Ювілейна гривня «60 років Перемоги у Великій Вітчизняній війні 1941—1945 років» |
| Зображення                                                                      | Зображення                                                                      | Параметри                                                                       | Параметри                                                                       | Параметри                                                                       | Параметри                                                                       | Опис                                                                            | Опис                                                                            | Опис                                                                            | Дата                                                                            | Дата                                                                            | Дата                                                                            |                                                                                 |
| Реверс                                                                          | Аверс                                                                           | Діаметр (мм)                                                                    | Товщина (мм)                                                                    | Маса (г)                                                                        | Матеріал                                                                        | Гурт                                                                            | Аверс                                                                           | Реверс                                                                          | Перше карбування                                                                | Введення                                                                        | Початок вилучення                                                               |                                                                                 |
| ------------------------------------------------------------------------------- | ------------------------------------------------------------------------------- | ------------------------------------------------------------------------------- | ------------------------------------------------------------------------------- | ------------------------------------------------------------------------------- | ------------------------------------------------------------------------------- | ------------------------------------------------------------------------------- | ------------------------------------------------------------------------------- | ------------------------------------------------------------------------------- | ------------------------------------------------------------------------------- | ------------------------------------------------------------------------------- | ------------------------------------------------------------------------------- | ------------------------------------------------------------------------------- |
|                                                                                 |                                                                                 | 26                                                                              | 1,85                                                                            | 6,8                                                                             | Алюмінієва бронза                                                               | Напис: «ОДНА ГРИВНЯ»                                                            | Герб України, декоративний орнамент, номінал                                    | Три промені прожекторів та солдати, які повертаються з фронту                   | 2005                                                                            | 28 квітня 2005                                                                  | 1 жовтня 2020                                                                   |                                                                                 |

#### Випуск 2010 року
2010 року вийшла обігова ювілейна монета «65 років Перемоги у Великій Вітчизняній війні 1941—1945 років» присвячена 65-й річниці Перемоги у Німецько-радянській війні 1941—1945 років. Тираж монети склав 5 000 000 штук. Розробниками дизайну стали: Володимир Дем'яненко.
| Ювілейна гривня «65 років Перемоги у Великій Вітчизняній війні 1941—1945 років» | Ювілейна гривня «65 років Перемоги у Великій Вітчизняній війні 1941—1945 років» | Ювілейна гривня «65 років Перемоги у Великій Вітчизняній війні 1941—1945 років» | Ювілейна гривня «65 років Перемоги у Великій Вітчизняній війні 1941—1945 років» | Ювілейна гривня «65 років Перемоги у Великій Вітчизняній війні 1941—1945 років» | Ювілейна гривня «65 років Перемоги у Великій Вітчизняній війні 1941—1945 років» | Ювілейна гривня «65 років Перемоги у Великій Вітчизняній війні 1941—1945 років» | Ювілейна гривня «65 років Перемоги у Великій Вітчизняній війні 1941—1945 років» | Ювілейна гривня «65 років Перемоги у Великій Вітчизняній війні 1941—1945 років»  | Ювілейна гривня «65 років Перемоги у Великій Вітчизняній війні 1941—1945 років» | Ювілейна гривня «65 років Перемоги у Великій Вітчизняній війні 1941—1945 років» | Ювілейна гривня «65 років Перемоги у Великій Вітчизняній війні 1941—1945 років» | Ювілейна гривня «65 років Перемоги у Великій Вітчизняній війні 1941—1945 років» |
| Зображення                                                                      | Зображення                                                                      | Параметри                                                                       | Параметри                                                                       | Параметри                                                                       | Параметри                                                                       | Опис                                                                            | Опис                                                                            | Опис                                                                             | Дата                                                                            | Дата                                                                            | Дата                                                                            |                                                                                 |
| Реверс                                                                          | Аверс                                                                           | Діаметр (мм)                                                                    | Товщина (мм)                                                                    | Маса (г)                                                                        | Матеріал                                                                        | Гурт                                                                            | Аверс                                                                           | Реверс                                                                           | Перше карбування                                                                | Введення                                                                        | Початок вилучення                                                               |                                                                                 |
| ------------------------------------------------------------------------------- | ------------------------------------------------------------------------------- | ------------------------------------------------------------------------------- | ------------------------------------------------------------------------------- | ------------------------------------------------------------------------------- | ------------------------------------------------------------------------------- | ------------------------------------------------------------------------------- | ------------------------------------------------------------------------------- | -------------------------------------------------------------------------------- | ------------------------------------------------------------------------------- | ------------------------------------------------------------------------------- | ------------------------------------------------------------------------------- | ------------------------------------------------------------------------------- |
|                                                                                 |                                                                                 | 26                                                                              | 1,85                                                                            | 6,8                                                                             | Алюмінієва бронза                                                               | Напис: «ОДНА ГРИВНЯ»                                                            | Герб України, декоративний орнамент, номінал                                    | Орден Вітчизняної війни, георгіївська стрічка й дві гвоздики біля Вічного вогню. | 2010                                                                            | 28 квітня 2010                                                                  | 1 жовтня 2020                                                                   |                                                                                 |

#### Випуск 2012 року
2012 року вийшла обігова пам'ятна монета «Фінальний турнір чемпіонату Європи з футболу 2012 року», присвячена важливій спортивній події — Фінальному турніру чемпіонату Європи з футболу, що проводився в Україні та Польщі. Тираж монети склав 5 000 000 штук. Розробниками дизайну стали: Володимир Дем'яненко і Сергій Іваненко.
| Ювілейна гривня «Фінальний турнір чемпіонату Європи з футболу 2012 року» | Ювілейна гривня «Фінальний турнір чемпіонату Європи з футболу 2012 року» | Ювілейна гривня «Фінальний турнір чемпіонату Європи з футболу 2012 року» | Ювілейна гривня «Фінальний турнір чемпіонату Європи з футболу 2012 року» | Ювілейна гривня «Фінальний турнір чемпіонату Європи з футболу 2012 року» | Ювілейна гривня «Фінальний турнір чемпіонату Європи з футболу 2012 року» | Ювілейна гривня «Фінальний турнір чемпіонату Європи з футболу 2012 року» | Ювілейна гривня «Фінальний турнір чемпіонату Європи з футболу 2012 року» | Ювілейна гривня «Фінальний турнір чемпіонату Європи з футболу 2012 року» | Ювілейна гривня «Фінальний турнір чемпіонату Європи з футболу 2012 року» | Ювілейна гривня «Фінальний турнір чемпіонату Європи з футболу 2012 року» | Ювілейна гривня «Фінальний турнір чемпіонату Європи з футболу 2012 року» | Ювілейна гривня «Фінальний турнір чемпіонату Європи з футболу 2012 року» |
| Зображення                                                               | Зображення                                                               | Параметри                                                                | Параметри                                                                | Параметри                                                                | Параметри                                                                | Опис                                                                     | Опис                                                                     | Опис                                                                     | Дата                                                                     | Дата                                                                     | Дата                                                                     |                                                                          |
| Реверс                                                                   | Аверс                                                                    | Діаметр (мм)                                                             | Товщина (мм)                                                             | Маса (г)                                                                 | Матеріал                                                                 | Гурт                                                                     | Аверс                                                                    | Реверс                                                                   | Перше карбування                                                         | Введення                                                                 | Початок вилучення                                                        |                                                                          |
| ------------------------------------------------------------------------ | ------------------------------------------------------------------------ | ------------------------------------------------------------------------ | ------------------------------------------------------------------------ | ------------------------------------------------------------------------ | ------------------------------------------------------------------------ | ------------------------------------------------------------------------ | ------------------------------------------------------------------------ | ------------------------------------------------------------------------ | ------------------------------------------------------------------------ | ------------------------------------------------------------------------ | ------------------------------------------------------------------------ | ------------------------------------------------------------------------ |
|                                                                          |                                                                          | 26                                                                       | 1,85                                                                     | 6,8                                                                      | Алюмінієва бронза                                                        | Напис: «ОДНА ГРИВНЯ»                                                     | Герб України, декоративний орнамент, номінал                             | Логотип ЄВРО-2012                                                        | 2012                                                                     | 1 березня 2012                                                           | 1 жовтня 2020                                                            |                                                                          |

#### Випуск 2015 року
2015 року вийшла обігова ювілейна монета «70 років Перемоги у Великій Вітчизняній війні 1941—1945 років» присвячена 70-й річниці Перемоги у Німецько-радянській війні 1941—1945 років. Тираж монети склав 7 000 000 штук. Розробниками дизайну стали: Володимир Таран, Олександр Харук, Сергій Харук, Володимир Дем'яненко, Володимир Атаманчук.
| Ювілейна гривня «65 років Перемоги у Великій Вітчизняній війні 1941—1945 років» | Ювілейна гривня «65 років Перемоги у Великій Вітчизняній війні 1941—1945 років» | Ювілейна гривня «65 років Перемоги у Великій Вітчизняній війні 1941—1945 років» | Ювілейна гривня «65 років Перемоги у Великій Вітчизняній війні 1941—1945 років» | Ювілейна гривня «65 років Перемоги у Великій Вітчизняній війні 1941—1945 років» | Ювілейна гривня «65 років Перемоги у Великій Вітчизняній війні 1941—1945 років» | Ювілейна гривня «65 років Перемоги у Великій Вітчизняній війні 1941—1945 років» | Ювілейна гривня «65 років Перемоги у Великій Вітчизняній війні 1941—1945 років» | Ювілейна гривня «65 років Перемоги у Великій Вітчизняній війні 1941—1945 років» | Ювілейна гривня «65 років Перемоги у Великій Вітчизняній війні 1941—1945 років» | Ювілейна гривня «65 років Перемоги у Великій Вітчизняній війні 1941—1945 років» | Ювілейна гривня «65 років Перемоги у Великій Вітчизняній війні 1941—1945 років» | Ювілейна гривня «65 років Перемоги у Великій Вітчизняній війні 1941—1945 років» |
| Зображення                                                                      | Зображення                                                                      | Параметри                                                                       | Параметри                                                                       | Параметри                                                                       | Параметри                                                                       | Опис                                                                            | Опис                                                                            | Опис                                                                            | Дата                                                                            | Дата                                                                            | Дата                                                                            |                                                                                 |
| Реверс                                                                          | Аверс                                                                           | Діаметр (мм)                                                                    | Товщина (мм)                                                                    | Маса (г)                                                                        | Матеріал                                                                        | Гурт                                                                            | Аверс                                                                           | Реверс                                                                          | Перше карбування                                                                | Введення                                                                        | Початок вилучення                                                               |                                                                                 |
| ------------------------------------------------------------------------------- | ------------------------------------------------------------------------------- | ------------------------------------------------------------------------------- | ------------------------------------------------------------------------------- | ------------------------------------------------------------------------------- | ------------------------------------------------------------------------------- | ------------------------------------------------------------------------------- | ------------------------------------------------------------------------------- | ------------------------------------------------------------------------------- | ------------------------------------------------------------------------------- | ------------------------------------------------------------------------------- | ------------------------------------------------------------------------------- | ------------------------------------------------------------------------------- |
|                                                                                 |                                                                                 | 26                                                                              | 1,85                                                                            | 6,8                                                                             | Алюмінієва бронза                                                               | Напис: «ОДНА ГРИВНЯ»                                                            | Герб України, декоративний орнамент, номінал                                    | Солдатська каска й квітки маку, трикутники, що символізують полум'я свічок      | 2015                                                                            | 7 травня 2015                                                                   | 1 жовтня 2020                                                                   |                                                                                 |

#### Випуск 2016 року
2016 року вийшла обігова ювілейна монета присвячена 20-річчю запровадженню національної валюти України — гривні. Тираж монети склав 60 000 штук (із них 10 000 у наборі «Монети України», і 50 000 у сувенірній упаковці). Розробниками дизайну стали: Володимир Дем'яненко, Володимир Таран, Олександр Харук, Сергій Харук, Анатолій Дем'яненко.
| Ювілейна гривня «20 років грошовій реформі в Україні» | Ювілейна гривня «20 років грошовій реформі в Україні» | Ювілейна гривня «20 років грошовій реформі в Україні» | Ювілейна гривня «20 років грошовій реформі в Україні» | Ювілейна гривня «20 років грошовій реформі в Україні» | Ювілейна гривня «20 років грошовій реформі в Україні» | Ювілейна гривня «20 років грошовій реформі в Україні» | Ювілейна гривня «20 років грошовій реформі в Україні» | Ювілейна гривня «20 років грошовій реформі в Україні» | Ювілейна гривня «20 років грошовій реформі в Україні» | Ювілейна гривня «20 років грошовій реформі в Україні» | Ювілейна гривня «20 років грошовій реформі в Україні» | Ювілейна гривня «20 років грошовій реформі в Україні» |
| Зображення                                            | Зображення                                            | Параметри                                             | Параметри                                             | Параметри                                             | Параметри                                             | Опис                                                  | Опис                                                  | Опис                                                  | Дата                                                  | Дата                                                  | Дата                                                  |                                                       |
| Реверс                                                | Аверс                                                 | Діаметр (мм)                                          | Товщина (мм)                                          | Маса (г)                                              | Матеріал                                              | Гурт                                                  | Аверс                                                 | Реверс                                                | Перше карбування                                      | Введення                                              | Початок вилучення                                     |                                                       |
| ----------------------------------------------------- | ----------------------------------------------------- | ----------------------------------------------------- | ----------------------------------------------------- | ----------------------------------------------------- | ----------------------------------------------------- | ----------------------------------------------------- | ----------------------------------------------------- | ----------------------------------------------------- | ----------------------------------------------------- | ----------------------------------------------------- | ----------------------------------------------------- | ----------------------------------------------------- |
|                                                       |                                                       | 26                                                    | 1,85                                                  | 6,8                                                   | Алюмінієва бронза                                     | Напис: «ОДНА ГРИВНЯ»                                  | Герб України, декоративний орнамент, номінал          | Одногривнева монета на тлі одногривневих банкнот      | 2016                                                  | 1 вересня 2016                                        | 1 жовтня 2020                                         |                                                       |

### Срібні монети
2017 року вийшла пам'ятна одна гривня «Архістратиг Михаїл», яка мала технічні параметри та дизайн аналогічний інвестиційній монеті зразка 2011 року. На відміну від інвестиційної монети, вона не мала позначення проби та ваги (позначки «Ag 999,9» і «31,1») і логотипу Монетного двору, які розташовувалися на аверсі. Монета карбувалася у якості пруф, а її тираж склав 10 000 штук.
|  |  | 38,6 | 3.0 | 31,1 | Срібло 999,9 проби | Рубчастий | Логотип Нацбанку, герб України, номінал, декоративний орнамент | Архангел Михаїл | 2017 | 2017 |

## Монета звичайного випуску, зразка 2018 року
2018 року, на заміну одногривневим монетам зразка 1992 і 2004 років, були введені одногривневі монети нового зразка. Вони карбуються із низьковуглецевої сталі з гальваничним нікелевим покриттям і мають значно менший розмір, порівняно з монетами попередніх випусків. Для оформлення монети був використаний портрет Володимира Великого з банкнот третього та четвертого покоління відповідного номіналу. Дизайн аверсу і реверсу, оформлення гурта (відповідний тип рифлення) та дрібні елементи зображень на думку експертів складно відтворити в «кустарних» умовах. Розробниками дизайну стали: Володимир Дем'яненко і Роман Чайковський.
2021 року НБУ відгукнувся на скарги українців щодо невдалого дизайну монет в 1 та 2 гривні зразка 2018 року, які почались одразу після їх випуску. Серед причин українці зазначали, що монети важко відрізнити одну від одної, до того ж вони губляться в сумках та гаманцях через маленький розмір. Керівництво НБУ сформувало робочу групу, провело фокус-групи та розпочало обговорення можливих змін дизайну. 2023 року стало відомо, що НБУ відклав розв'язання проблеми невдалого дизайну монет, а розляд цього питання почнеться лише після завершення Російсько-української війни
| Гривня стандартного типу, зразка 2018 року | Гривня стандартного типу, зразка 2018 року | Гривня стандартного типу, зразка 2018 року | Гривня стандартного типу, зразка 2018 року | Гривня стандартного типу, зразка 2018 року | Гривня стандартного типу, зразка 2018 року | Гривня стандартного типу, зразка 2018 року     | Гривня стандартного типу, зразка 2018 року | Гривня стандартного типу, зразка 2018 року   | Гривня стандартного типу, зразка 2018 року | Гривня стандартного типу, зразка 2018 року | Гривня стандартного типу, зразка 2018 року | Гривня стандартного типу, зразка 2018 року |
| Зображення                                 | Зображення                                 | Зображення                                 | Параметри                                  | Параметри                                  | Параметри                                  | Параметри                                      | Опис                                       | Опис                                         | Опис                                       | Дата                                       | Дата                                       |                                            |
| Аверс                                      | Реверс                                     | Гурт                                       | Діаметр (мм)                               | Товщина (мм)                               | Маса (г)                                   | Матеріал                                       | Гурт                                       | Аверс                                        | Реверс                                     | Перше карбування                           | Введення                                   |                                            |
| ------------------------------------------ | ------------------------------------------ | ------------------------------------------ | ------------------------------------------ | ------------------------------------------ | ------------------------------------------ | ---------------------------------------------- | ------------------------------------------ | -------------------------------------------- | ------------------------------------------ | ------------------------------------------ | ------------------------------------------ | ------------------------------------------ |
|                                            |                                            |                                            | 18.9                                       | 1.8                                        | 3.3                                        | Низьковуглецева сталь з гальванічним покриттям | Рубчастий                                  | Герб України, номінал, декоративні візерунки | Володимир Великий                          | 2018                                       | 27 квітня 2018                             |                                            |

## Інвестиційні монети
З 2011 року НБУ випускає в обіг інвестиційні одногривневі монети «Архістратиг Михаїл», які містять срібло 999,9 проби, на 1 тройську унцію (31,1 грамів). Вони призначені для інвестування та накопичення й карбуються у якості анциркулейтед, деякі випуски — пруф. Такі монети віднесені до категорії банківських металів. Номінальна вартість цих монет значно нижча від вартості дорогоцінного металу, з якого вони відкарбовані. Загалом вийшло два типи монет.
Крім цього, 2021 року НБУ також випустив інвестиційні одногривневі срібні монети «30-річчя незалежності України», які мали параметри відповідні монетам «Архістратиг Михаїл».

### Випуски 2011—2019 років
Одногривневі монети першого типу випускалися між 2011—2019 роками. Вони містять на реверсі зображення Архістратига Михаїла — архангела, який є одним з найшанованіших біблійних персонажів, переможцем зла, покровителем воїнів, які борються за праведне діло і напис: «ЗА НАС І ДУШІ ПРАВЕДНИХ, І СИЛА АРХІСТРАТИГА МИХАЇЛА» (рядки з поеми Т. Г. Шевченка «Гайдамаки»); а на аверсі — Герб України, восьмикутний картуш, емблему НБУ. Розробниками дизайну стали: Володимир Таран, Олександр Харук, Сергій Харук, Роман Чайковський і Святослав Іваненко.
Тиражі монет (шт.):
| - 2011 — 10 000 - 2012 — 20 000 - 2013 — 15 705 | - 2014 — 20 000 - 2015 — 20 000 - 2016 — 15 700 | - 2017 — 25 140 - 2018 — 37 400 - 2019 — 21 560 |

|  |  | 38,6 | 3.0 | 31,1 | Срібло 999,9 проби | Рубчастий | Логотип Нацбанку, герб України, номінал, декоративний орнамент | Архангел Михаїл | 2011—2019 | 28 грудня 2011 |

#### Спеціальні випуски 2013—2019 років
З 2013 року випускаються монети з позначкою «f15», яку розташували на реверсі праворуч знизу від фігури Архистртига Михаїла. Вони мають дизайн, аналогічний звичайній інвестиційній монеті зразка 2011 року. Того року НБУ уклав угоду з найбільшою в Європі дистриб'юторською фірмою, яка представляє інвестиційні монети України на світовому ринку. Відповідно до зазначеної угоди інвестиційні монети України з позначкою «f15» беруть участь у міжнародній нумізматичній програмі «15 кращих монет світу», яка має на меті щорічне формування колекції із кращих срібних інвестиційних монет різних країн світу. 2013 року до Німеччини була доставлена перша партія таких монет, у кількості 10 000 штук.
Тиражі монет (шт.):
| - 2013 — 8 795 - 2014 — 4 705 - 2015 — 6 990 | - 2016 — 4 300 - 2017 — 4 860 - 2018 — 2 600 | - 2019 — 3 440 |

|  |  | 38,6 | 3.0 | 31,1 | Срібло 999,9 проби | Рубчастий | Логотип Нацбанку, герб України, номінал, декоративний орнамент | Архангел Михаїл | 2013 | 2019 |

### Випуски 2020—2023 років
Одногривневі монети другого типу випускалися між 2020—2023 роками: зокрема було додано рослинний орнамент і патерн у вигляді зображень давньоруських гривень. Технічні параметри монети залишилися незмінними. Розробниками дизайну стали: Володимир Таран, Олександр Харук, Сергій Харук, Святослав Іваненко, Віталій Андріянов і Юрій Лук'янов.
Тиражі монет (шт.):
| - 2020 — 23 000 - 2021 — 16 400 | - 2022 — 10 000 - 2023 — 10 000 |

|  |  | 38,6 | 3.0 | 31,1 | Срібло 999,9 проби | Рубчастий | Логотип Нацбанку, герб України, номінал, декоративний орнамент | Архангел Михаїл | 2020—2023 | 10 липня 2020 |

#### Спеціальні випуски 2020—2021 років
У 2020—2021 роках був продовжений випуск інвестиційних монет «Архистртиг Михаїл» з позначкою «f15». Вони мають дизайн, аналогічний звичайній інвестиційній монеті зразка 2020 року. Якість карбування — пруф.
Тиражі монет (шт.):
- 2020 — 4 000
- 2021 — 3 600

|  |  | 38,6 | 3.0 | 31,1 | Срібло 999,9 проби | Рубчастий | Логотип Нацбанку, герб України, номінал, декоративний орнамент | Архангел Михаїл | 2020 | 2021 |

### Випуск 2021 року
Випущена 2021 року інвестиційна одногривнева монета «30-річчя незалежності України» карбувалася у якості анциркулейтед, а її тираж склав 15 000 штук. Аверс мав дизайн, аналогічний монетам «Архістратиг Михаїл» другого типу, він містив патерн у вигляді зображень давньоруських гривень, Герб України, восьмикутний картуш, емблему НБУ; а реверс — айдентику до Дня незалежності України (цифру «3» та стилізовану цифру «0» у вигляді квітки з написами: «ТИ У МЕНЕ ЄДИНА», «РОКІВ/НЕЗАЛЕЖНОСТІ/УКРАЇНИ»). Розробниками дизайну стали: Володимир Таран, Олександр Харук, Сергій Харук, Володимир Демяненко та Юрій Лук'янов.
|  |  | 38,6 | 3.0 | 31,1 | Срібло 999,9 проби | Рубчастий | Логотип Нацбанку, герб України, номінал, декоративний орнамент | Стилизована дата «30» у вигляді цифри та квітки | 2021 | 17 серпня 2021 |

## Золота монета «1 гривня»
2010 року була відкарбована пам'ятна монета «1 Гривня» із золота 999,9 проби, що відтворює дизайн звичайних обігових монет зразка  2004 року, але з деякими відмінностями оформлення аверсу (з підписом тогочасного голови НБУ Володимира Стельмаха). Тираж монети склав 500 шт. Монета була введена в обіг 2021 року.
|  |  | 25.0 | ? | 15.55 | Золото 999,9 проби | Рубчастий | Логотип Нацбанку, герб України, номінал, декоративний орнамент | Володимир Великий | 2010 | 17 травня 2021 |

| Рік                          | Тираж                        |                              |                              |                              |                              |                              |                              |                              |
| Монети, випущені в Луганську | Монети, випущені в Луганську | Монети, випущені в Луганську | Монети, випущені в Луганську | Монети, випущені в Луганську | Монети, випущені в Луганську | Монети, випущені в Луганську | Монети, випущені в Луганську | Монети, випущені в Луганську |
| ---------------------------- | ---------------------------- | ---------------------------- | ---------------------------- | ---------------------------- | ---------------------------- | ---------------------------- | ---------------------------- | ---------------------------- |
| 1992                         | 150 шт*                      |                              |                              |                              |                              |                              |                              |                              |
| 1995                         | 52 тис.                      |                              |                              |                              |                              |                              |                              |                              |
| 1996                         | 1 млн/також в наборах        |                              |                              |                              |                              |                              |                              |                              |
| Банкнотно-монетний двір НБУ  |                              |                              |                              |                              |                              |                              |                              |                              |
| 2001                         | 100 млн/також в наборах      |                              |                              |                              |                              |                              |                              |                              |
| 2002                         | 50 млн                       |                              |                              |                              |                              |                              |                              |                              |
| 2003                         | 42 млн                       |                              |                              |                              |                              |                              |                              |                              |
| 2004                         | 15 млн                       |                              |                              |                              |                              |                              |                              |                              |
| 2005                         | 60 млн                       |                              |                              |                              |                              |                              |                              |                              |
| 2006                         | 92 млн/також в наборах       |                              |                              |                              |                              |                              |                              |                              |
| 2008                         | лише в наборах               |                              |                              |                              |                              |                              |                              |                              |
| 2010                         | 30 млн                       |                              |                              |                              |                              |                              |                              |                              |
| 2011                         | 25 млн/також в наборах       |                              |                              |                              |                              |                              |                              |                              |
| 2012                         | 45 млн/також в наборах       |                              |                              |                              |                              |                              |                              |                              |
| 2013                         | лише в наборах               |                              |                              |                              |                              |                              |                              |                              |
| 2014                         | лише в наборах               |                              |                              |                              |                              |                              |                              |                              |
| 2015                         | лише в наборах               |                              |                              |                              |                              |                              |                              |                              |
| 2016                         | лише в наборах               |                              |                              |                              |                              |                              |                              |                              |
| 2018                         | лише в наборах               |                              |                              |                              |                              |                              |                              |                              |
| 2019                         | ?                            |                              |                              |                              |                              |                              |                              |                              |
| 2020                         | ?                            |                              |                              |                              |                              |                              |                              |                              |
| 2021                         | ?                            |                              |                              |                              |                              |                              |                              |                              |
| 2022                         | ?                            |                              |                              |                              |                              |                              |                              |                              |
| 2023                         | ?                            |                              |                              |                              |                              |                              |                              |                              |
| 2024                         | ?                            |                              |                              |                              |                              |                              |                              |                              |

| Рік  | Назва                                                                  | Тираж | Вміст                                                     |
| ---- | ---------------------------------------------------------------------- | ----- | --------------------------------------------------------- |
| 2021 | Колекційний набір. Монети України                                      | 20000 | 1 гривня (зразка 2018 року)                               |
| 2020 | Колекційний набір. Монети України                                      | 30000 | 1 гривня (зразка 2018 року)                               |
| 2019 | Колекційний набір. Монети України                                      | 20000 | 1 гривня (зразка 2018 року)                               |
| 2018 | Колекційний набір. Монети України                                      | 10000 | 1 гривня (зразка 1992 року); 1 гривня «Володимир Великий» |
| 2016 | Колекційний набір. Монети України. 20 років грошовій реформі в Україні | 10000 | 1 гривня «Володимир Великий»                              |
| 2015 | Колекційний набір. Монети України. День захисника України              | 10000 | 1 гривня «Володимир Великий»                              |
| 2014 | Колекційний набір. Монети України. Конкурс дитячих малюнків            | 10000 | 1 гривня «Володимир Великий»                              |
| 2013 | Колекційний набір. Монети України. 15 років монетному двору            | 10000 | 1 гривня «Володимир Великий»                              |
| 2013 | Колекційний набір. Монети України. Конкурс дитячих малюнків            | 5000  | 1 гривня (зразка 1992 року); 1 гривня «Володимир Великий» |
| 2012 | Колекційний набір. Монети України. Конкурс дитячого малюнка            | 5000  | 1 гривня «Володимир Великий»                              |
| 2011 | Колекційний набір. Монети України 20 років                             | 5000  | 1 гривня «Володимир Великий»                              |
| 2008 | Колекційний набір. Монети України 10 років монетному двору             | 5000  | 1 гривня «Володимир Великий»                              |
| 2006 | Колекційний набір. Монети України                                      | 5000  | 1 гривня «Володимир Великий»                              |
| 2001 | Обігові монети України                                                 | 5000  | 1 гривня (зразка 1992 року)                               |
| 1996 | Обігові монети України (картон)                                        | 5000  | 1 гривня (зразка 1992 року)                               |
| 1996 | Обігові монети України (поліетілен)                                    | 5000  | 1 гривня (зразка 1992 року)                               |

## Монетні набори

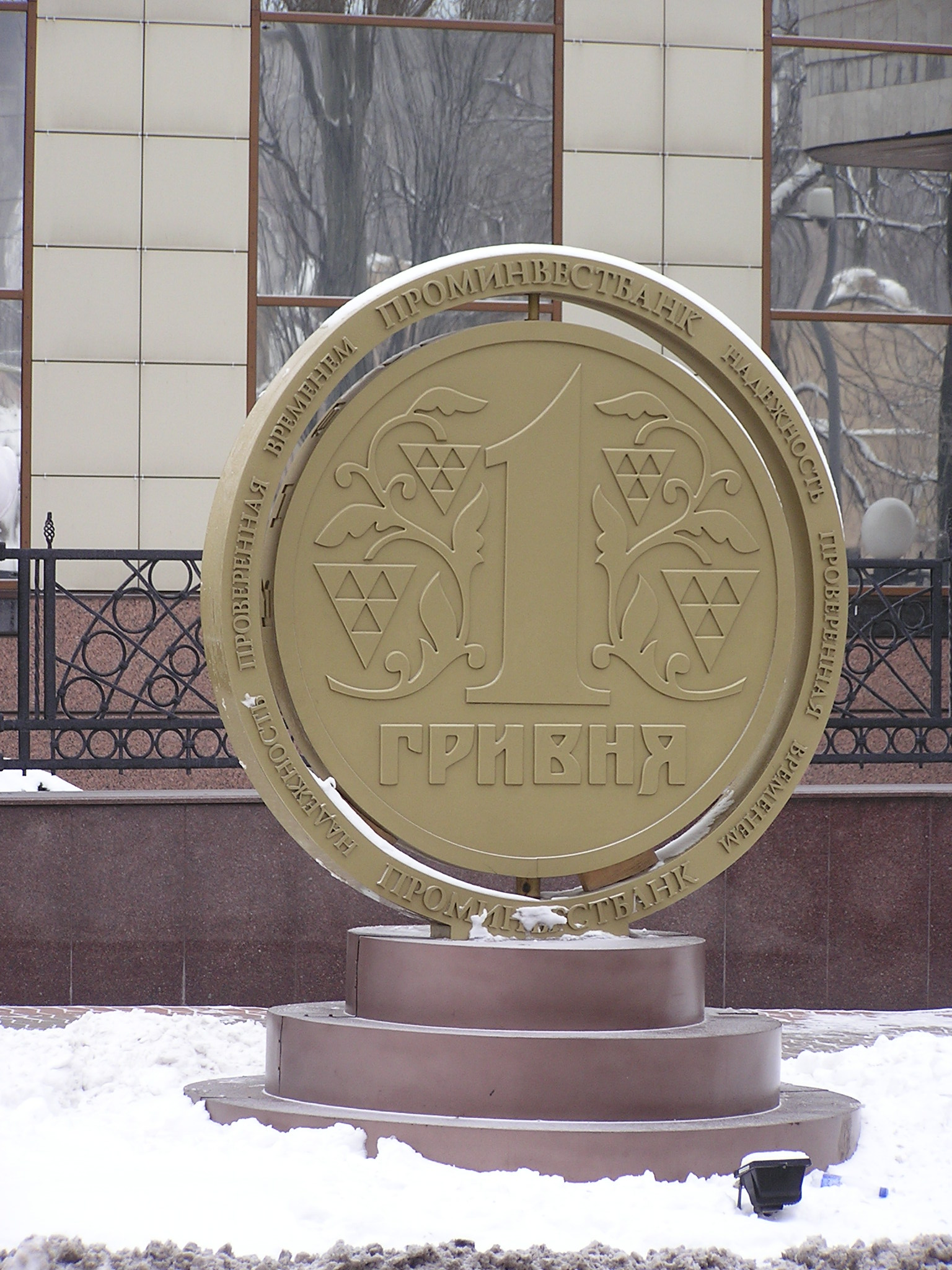
Пам'ятник гривні у Донецьку

## Кількість монет в обігу
Станом на 1 жовтня 2023 року, в грошовому обігу України знаходилося 425,5 млн шт. бронзових одногривневих монет та 509,1 млн шт. сталевих одногривневих монет, що складало відповідно 3,0 % та 3,5 % від загального монетного обігу.

## Пам'ятники
Пам'ятник гривні з'явився у травні 2005 року перед центральним офісом «Промінвестбанку» у Донецьку. Пам'ятник являв собою зображення монети «1 гривні» з датою «1995», виконаної з неіржавної сталі і пофарбованої під золото. Велика за розміром «золота» монета періодично оберталася навколо своєї осі. Проте, 5 листопада 2015 року пам'ятник викрали.
У травні 2019 року, у Києві, біля головного корпусу Київського національного економічного університету встановили пам'ятник, який отримав назву «Гривня Всемогутня». Скульптура є копією одногривневої монети з датою «1995». Проект створювався за кошт меценатів.